# Wolfertsfeld
Wolfertsfeld ist ein Gemeindeteil von Birgland im Landkreis Amberg-Sulzbach (Oberpfalz, Bayern).

## Geografie
Das Dorf im Norden des Oberpfälzer Jura ist einer von 42 amtlich benannten Gemeindeteilen der Gemeinde Birgland im westlichen Teil der Oberpfalz. Das auf einer Höhe von 575 m ü. NHN gelegene Wolfertsfeld ist etwa sieben Kilometer von dem ostnordöstlich liegenden Pfarrdorf Illschwang entfernt, in dem die Birglander Gemeindeverwaltung ihren Sitz hat.

## Geschichte

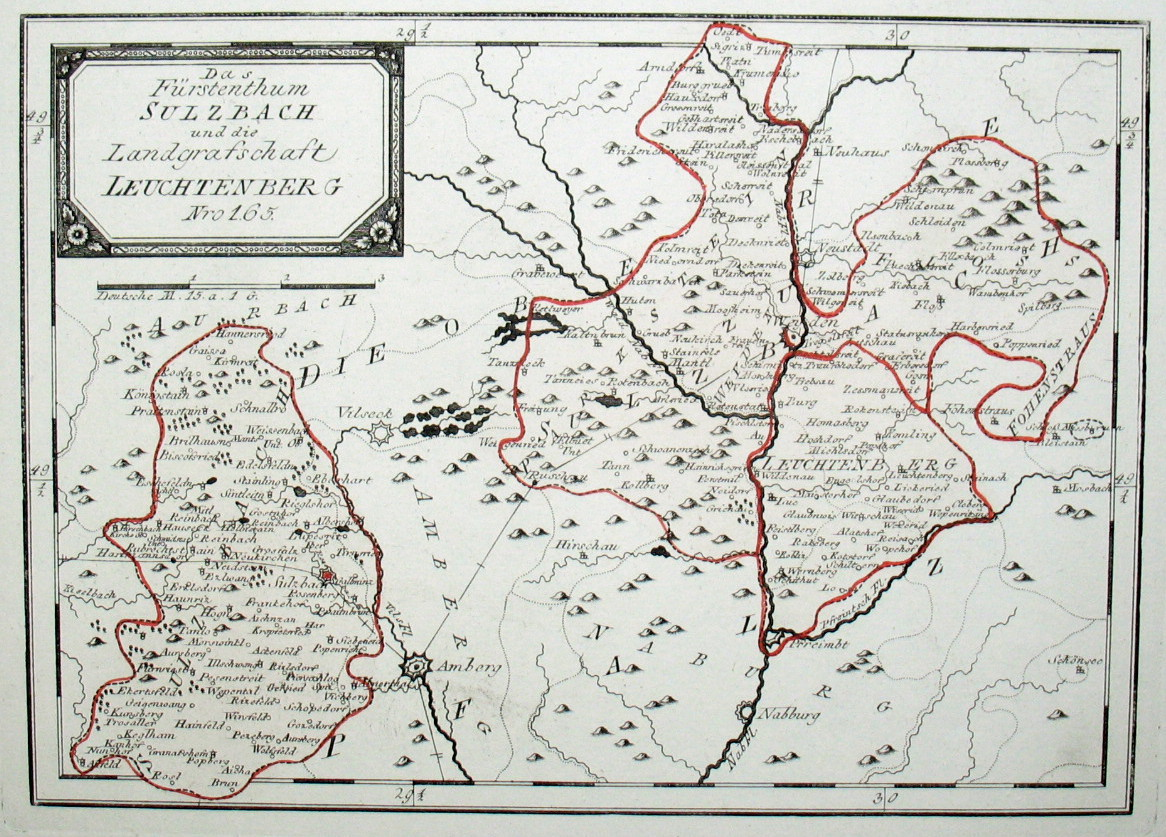
Das Territorium des Herzogtums Sulzbach mit dem Gebiet des Landrichteramtes Sulzbach im Südwesten

Zum Ende des Heiligen Römischen Reiches unterstand das bis 1777 kurpfälzische Dorf der Landeshoheit des Kurfürstentums Pfalzbaiern. Es gehörte dabei zum Landrichteramt Sulzbach, dem südwestlichen Teil des wittelsbachischen Herzogtums Sulzbach. Im Rahmen des im Herzogtum Sulzbach seit 1652 geltenden Simultaneums waren die evangelischen Einwohner des damals aus acht Anwesen bestehenden Ortes nach Fürnried gepfarrt, die katholischen Einwohner der Pfarrei in Heldmannsberg zugeordnet.
Durch die Verwaltungsreformen zu Beginn des 19. Jahrhunderts im Königreich Bayern wurde Wolfertsfeld mit dem Zweiten Gemeindeedikt im Jahr 1818 ein Bestandteil der Landgemeinde Eckeltshof, zu der auch die Orte Buchhof, Kegelheim, Pleishof und Troßalter gehörten. Im Zuge der kommunalen Gebietsreform in Bayern in den 1970er Jahren wurde Wolfertsfeld zusammen mit der Gemeinde Eckeltshof am 1. Juli 1972 in die neu gebildete Flächengemeinde Birgland eingegliedert. Im Jahr 1987 zählte Wolfertsfeld 40 Einwohner.

## Verkehr
Eine aus dem Südsüdwesten von Poppberg kommende Gemeindeverbindungsstraße durchquert den westlichen Ortsbereich und mündet unmittelbar nördlich des Dorfes in die Kreisstraße AS 36 ein. Der ÖPNV bedient das Dorf an einer Haltestelle der Rufbuslinie 24 des VGN. Der am schnellsten erreichbare Bahnhof befindet sich in Sulzbach-Rosenberg an der Bahnstrecke Nürnberg–Schwandorf.

## Baudenkmäler
In Wolfertsfeld befinden sich drei denkmalgeschützte Objekte, nämlich drei Bauernhäuser, die in der Bauweise eines Wohnstallbaues ausgeführt wurden.